# Flosequinan
Flosequinan là một thuốc giãn mạch quinolone được Boots UK phát hiện và phát triển và được bán trong khoảng một năm dưới tên thương mại Manoplax. Nó đã được phê duyệt vào năm 1992 tại Hoa Kỳ và Vương quốc Anh để điều trị cho những người bị suy tim không thể dung nạp thuốc ức chế men chuyển hoặc digitalis.
Boots đã khởi xướng một thử nghiệm lâm sàng có tên PROFILE để xem liệu thuốc có thể hữu ích trong dân số rộng hơn hay không. Nghiên cứu đã bị chấm dứt vào đầu năm 1993 do tỷ lệ tử vong gia tăng trong nhóm thử nghiệm thuốc; Kết quả sơ bộ đã được PI Milton Packer và những người khác công bố trong bản tóm tắt hội thảo, hứa hẹn dữ liệu và phân tích sẽ được công bố trong một bài báo trong tương lai , cuối cùng đã được xuất bản vào năm 2017 .
Boots đã rút nó khỏi thị trường vào tháng 7 năm 1993.